# Чемпіонат світу з трекових велоперегонів 2014 — індивідуальна гонка переслідування (чоловіки)
Змагання в індивідуальній гонці переслідування серед чоловіків на Чемпіонаті світу з трекових велоперегонів 2014 відбулись 27 лютого 2014. У них взяли участь двадцять велогонщиків. Двоє найшвидших спортсменів вийшли у фінал за золоту медаль, а ті, що посіли третє і четверте місця - за бронзову.

## Медалісти
| Золото | Александр Едмондсон (AUS) |
| Срібло | Штефан Кюнг (SUI)         |
| Бронза | Марк Раян (NZL)           |

## Результати

### Кваліфікація
Кваліфікація розпочалась о 12:00.
| Місце | Ім'я                 | Країна          | Час      | Примітки |
| ----- | -------------------- | --------------- | -------- | -------- |
| 1     | Александр Едмондсон  | Австралія       | 4:21.003 | Q        |
| 2     | Штефан Кюнг          | Швейцарія       | 4:21.203 | Q        |
| 3     | Марк Раян            | Нова Зеландія   | 4:21.865 | Q        |
| 4     | Раян Маллен          | Ірландія        | 4:22.419 | Q        |
| 5     | Марко Коледан        | Італія          | 4:22.741 |          |
| 6     | Олександр Сєров      | Росія           | 4:22.879 |          |
| 7     | Олександр Євтушенко  | Росія           | 4:22.966 |          |
| 8     | Шейн Арчболд         | Нова Зеландія   | 4:23.709 |          |
| 9     | Себастьян Мора       | Іспанія         | 4:24.197 |          |
| 10    | Давид Мунтанер       | Іспанія         | 4:25.154 |          |
| 11    | Нільс Шомбер         | Німеччина       | 4:26.244 |          |
| 12    | Мартін Ірвайн        | Ірландія        | 4:26.525 |          |
| 13    | Том Болі             | Швейцарія       | 4:27.182 |          |
| 14    | Лян Чуньвін          | Гонконг         | 4:27.624 |          |
| 15    | Овейн Дал            | Велика Британія | 4:28.193 |          |
| 16    | Олег Огієвич         | Білорусь        | 4:28.398 |          |
| 17    | Володимир Джус       | Україна         | 4:28.850 |          |
| 18    | Себастьян Молано     | Колумбія        | 4:29.236 |          |
| 19    | Едібальдо Мальдонадо | Мексика         | 4:38.535 |          |
| 20    | Йонас Рікерт         | Бельгія         | 4:38.988 |          |

### Фінали
Фінали розпочались о 20:25.
| Місце                    | Ім'я                | Країна        | Час      |
| ------------------------ | ------------------- | ------------- | -------- |
| Заїзд за золоту медаль   |                     |               |          |
| 1                        | Александр Едмондсон | Австралія     | 4:22.582 |
| 2                        | Штефан Кюнг         | Швейцарія     | 4:22.995 |
| Заїзд за бронзову медаль |                     |               |          |
| 3                        | Марк Раян           | Нова Зеландія | 4:22.895 |
| 4                        | Раян Маллен         | Ірландія      | 4:24.626 |